# Bad Magic
A Bad Magic album a brit Motörhead zenekar 2015. augusztus 28-án megjelent huszonkettedik stúdiólemeze. Ez a hatodik egymás utáni Motörhead lemez, amelynek producere Cameron Webb volt. A 12 saját dal mellett a The Rolling Stones együttes Sympathy for the Devil számának feldolgozása is felkerült az albumra.
A Bad Magic lett a Motörhead utolsó stúdióalbuma. A lemez megjelenése után pontosan négy hónappal, december 28-án elhunyt az együttes alapítója, frontembere, Lemmy Kilmister.

## Az album dalai
| #   | Cím                                                     | Hossz |
| --- | ------------------------------------------------------- | ----- |
| 1.  | Victory or Die                                          | 3:09  |
| 2.  | Thunder & Lightning                                     | 3:06  |
| 3.  | Fire Storm Hotel                                        | 3:35  |
| 4.  | Shoot Out All of Your Lights                            | 3:15  |
| 5.  | The Devil                                               | 2:54  |
| 6.  | Electricity                                             | 2:17  |
| 7.  | Evil Eye                                                | 2:20  |
| 8.  | Teach Them How to Bleed                                 | 3:13  |
| 9.  | Till the End                                            | 4:05  |
| 10. | Tell Me Who to Kill                                     | 2:57  |
| 11. | Choking on Your Screams                                 | 3:33  |
| 12. | When the Sky Comes Looking for You                      | 2:58  |
| 13. | Sympathy for the Devil (The Rolling Stones-feldolgozás) | 5:35  |

## Közreműködők
- Ian 'Lemmy' Kilmister – basszusgitár, ének
- Phil Campbell – gitár
- Mikkey Dee – dobok

## Listás helyezések
| Lemezeladási lista                            | Legjobb helyezés |
| --------------------------------------------- | ---------------- |
| Ausztrália (ARIA Top 50 Albums)               | 29               |
| Ausztria (Ö3 Austria Top 40)                  | 1                |
| Belgium (Ultratop Flandria)                   | 9                |
| Belgium (Ultratop Vallónia)                   | 12               |
| Kanada (Billboard Canadian Albums Chart)      | 10               |
| Horvátország (HDU Toplista)                   | 2                |
| Csehország (ČNS IFPI Albums Top 100)          | 4                |
| Hollandia (Dutch Charts Album Top 100)        | 7                |
| Finnország (Musiikkituottajat Albumit Top 50) | 1                |
| Franciaország (SNEP Album Top 100)            | 16               |
| Németország (Media Control Top 100 Album)     | 1                |
| Magyarország (MAHASZ Top 40 albumlista)       | 10               |
| Írország (IRMA)                               | 43               |
| Japán (Oricon)                                | 67               |
| Olaszország (FIMI Album Top 20)               | 12               |
| Új-Zéland (Recorded Music NZ Top 40 Albums)   | 25               |
| Norvégia (VG-lista Album Top 40)              | 7                |
| Lengyelország (ZPAV Album Top 50)             | 32               |
| Egyesült Királyság (Scottish Albums)          | 8                |
| Svédország (Sverigetopplistan Top 60 Albums)  | 4                |
| Svájc (Schweizer Hitparade Top 100 Albums)    | 2                |
| Egyesült Királyság (UK Albums Chart)          | 10               |
| Egyesült Királyság (UK Digital Albums)        | 28               |
| Egyesült Királyság (UK Independent Albums)    | 1                |
| Egyesült Királyság (UK Rock & Metal Albums)   | 1                |
| USA Billboard 200                             | 35               |
| USA Independent Albums (Billboard)            | 3                |
| USA Top Hard Rock Albums (Billboard)          | 2                |
| USA Top Rock Albums (Billboard)               | 5                |
| USA Top Tastemaker Albums (Billboard)         | 5                |

## Külső hivatkozások
- Motörhead hivatalos diszkográfia